# Marinărie
Marinăria este o specialitate referitoare la marină. Cuprinde matelotajul, manevra navelor și navigația. 